# تآكل (ميكانيكا)

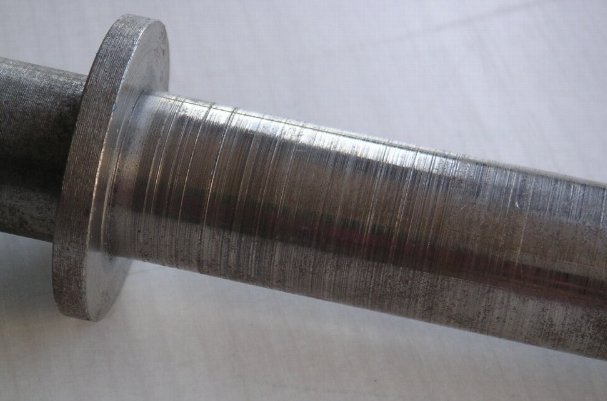
خشونة السطح الناتجة عن تآكل محور دوران.

التآكل أو السحج أو الحك هي عملية تتشوه فيها المواد أو السطوح بالخدش أو التشويه أو الفرك. يمكن التسبب بالتآكل بشكل متعمد في عملية خاضعة للتحكم باستخدام مادة كاشطة. يمكن أن يكون التآكل تأثيرًا غير مرغوب فيه نتيجة للاستخدام العادي أو التعرض للعناصر.

## في تشكيل الحجر
استخدم الفنانون القدماء الذين يعملون بالحجر تقنيات التآكل لصنع المنحوتات. اختار الفنان أحجارًا كثيفة مثل الكربونيت والصنفرة وفركها باستمرار بأحجار أكثر ليونة نسبيًا مثل الحجر الجيري والجرانيت. استخدم الفنان أحجامًا وأشكالًا مختلفة من المواد الكاشطة، أو قام بتدويرها بطرق مختلفة أثناء فركها، للحصول على تأثيرات على سطح الحجر الأكثر ليونة. ساعد صب الماء المستمر على السطح في إزالة الجزيئات. كانت تقنية الكشط في تشكيل الحجر عملية طويلة ومضنية وتتطلب الصبر، لكنها أنتجت في النهاية أعمالاً فنية خالدة في الحجر.